# カルペパー駅
カルペパー駅（英語：Culpeper Station）は、バージニア州カルペパー、サウス・コマース・ストリート111にある駅。

## 利用可能な鉄道路線／列車
アムトラックの停車する列車は下記の通り。
シカゴとワシントン間の夜行長距離列車カーディナル号…週3往復停車
ニューヨークとニューオーリンズ間の夜行長距離列車クレセント号…1日1往復停車
ボストンとリンチバーグ間の昼行長距離列車ノースイースト・リージョナル…1日1往復停車